# ماريان كريستيانسن
ماريان كريستيانسن (بالدنماركية: Marianne Christiansen)‏ هي قسيسة دنماركية، ولدت في 18 يونيو 1963 في Haslev ‏ في الدنمارك.